# 브리 블레어
브리 블레어(Bre Blair, 1980년 4월 29일 ~ )는 캐나다의 배우이다.

## 출연 작품
- 맨 온 더 로드 (2019)
- 게임 오브 사일런스 (2016)
- 하우 투 서바이브 어 브레이크업 (2015)
- 써티쉬 (2013)
- 라스트베가스 (2013)
- 쿼런틴 2 : 죽음의 공항 (2011)
- 머시 (2009)
- 스몰 타운 새터데이 나잇 (2009)
- 캅 하우스 (2009)
- EM (2008)
- 볼 돈 라이 (2008)
- 마이 보이즈 (2006)
- 왓 어바웃 브라이언 (2006)
- 스트립트 다운 (2006)
- 체리 폴스 (2000)
- 티앤티 (1998)
- 베이비시터 클럽 (1995)

### 텔레비전
- CSI 라스베가스 시즌1 (2000)
- 그레이 아나토미 시즌5 (2008)
- 마이 보이즈 (2007-08, My Boys)